# Campeonato Europeu de Natação em Piscina Curta de 2021
O Campeonato Europeu de Natação em Piscina Curta de 2021 foi a 21ª edição do evento organizado pela Liga Europeia de Natação (LEN). A competição foi realizada entre os dias 2 a 7 de novembro de 2021 no Palácio dos Esportes Aquáticos, em Cazã na Rússia. Contou com a presença de 391 atletas de 41 nacionalidades, com destaque para a Rússia com 24 medalhas no total, 11 delas medalhas de ouro. 

## Medalhistas
Esses foram os resultados da competição. 

### Masculino
| Evento          | Ouro | Ouro        | Prata | Prata    | Bronze | Bronze   |
| 50 m Livre      | Szebasztián Szabó · Hungria | 20.72       | Lorenzo Zazzeri · Itália | 20.84    | Paweł Juraszek · PolóniaVladimir Morozov · Rússia                                                                | 20.95    |
| 100 m Livre     | Kliment Kolesnikov · Rússia | 45.58       | Alessandro Miressi · Itália | 45.84    | Vladislav Grinev · Rússia                                                                                        | 46.06    |
| 200 m Livre     | David Popovici · Roménia | 1:42.12     | Luc Kroon · Países Baixos | 1:42.20  | Stan Pijnenburg · Países Baixos                                                                                  | 1:42.51  |
| 400 m Livre     | Luc Kroon · Países Baixos | 3:38.33     | Matteo Ciampi · Itália | 3:38.58  | Marco De Tullio · Itália                                                                                         | 3:38.80  |
| 800 m Livre     | Gregorio Paltrinieri · Itália | 7:27.94     | Florian Wellbrock · Alemanha | 7:27.99  | Sven Schwarz · Alemanha                                                                                          | 7:33.85  |
| 1500 m Livre    | Florian Wellbrock · Alemanha | 14:09.88    | Gregorio Paltrinieri · Itália | 14:13.07 | Sven Schwarz · Alemanha                                                                                          | 14:26.24 |
| 50 m Costas     | Kliment Kolesnikov · Rússia | 22.47       | Michele Lamberti · Itália | 22.65    | Robert Glință · Roménia                                                                                          | 22.74    |
| 100 m Costas    | Kliment Kolesnikov · Rússia | 49.13       | Robert Glință · Roménia | 49.31    | Apostolos Christou · Grécia                                                                                      | 49.87    |
| 200 m Costas    | Radosław Kawęcki · Polónia | 1:48.46     | Lorenzo Mora · Itália | 1:49.73  | Michele Lamberti · Itália                                                                                        | 1:50.26  |
| 50 m Peito      | Ilya Shymanovich · Bielorrússia | 25.25 =     | Emre Sakçı · Turquia | 25.39    | Nicolò Martinenghi · Itália                                                                                      | 25.54    |
| 100 m Peito     | Nicolò Martinenghi · Itália | 55.63       | Ilya Shymanovich · Bielorrússia | 55.77    | Arno Kamminga · Países Baixos                                                                                    | 55.79    |
| 200 m Peito     | Ilya Shymanovich · Bielorrússia | 2:01.73     | Arno Kamminga · Países Baixos | 2:01.74  | Mikhail Dorinov · Rússia                                                                                         | 2:02.07  |
| 50 m Borboleta  | Szebasztián Szabó · Hungria | 21.75 =     | Matteo Rivolta · Itália | 22.14    | Thomas Ceccon · Itália                                                                                           | 22.24    |
| 100 m Borboleta | Szebasztián Szabó · Hungria | 49.68       | Michele Lamberti · Itália | 49.79    | Jakub Majerski · Polónia                                                                                         | 49.86    |
| 200 m Borboleta | Alberto Razzetti · Itália | 1:50.24     | Kristóf Milák · Hungria | 1:51.11  | Egor Pavlov · Rússia                                                                                             | 1:51.81  |
| 100 m Medley    | Marco Orsi · Itália | 50.95       | Andreas Vazaios · Grécia | 51.72    | Bernhard Reitshammer · Áustria                                                                                   | 51.91    |
| 200 m Medley    | Andreas Vazaios · Grécia | 1.51.70     | Thomas Ceccon · Itália | 1.52.49  | Alberto Razzetti · Itália                                                                                        | 1.52.75  |
| 400 m Medley    | Ilya Borodin · Rússia | 3:58.83 WJR | Alberto Razzetti · Itália | 4:00.34  | Hubert Kós · Hungria                                                                                             | 4:03.16  |
| 4x50 m Livre    | Países Baixos · Jesse Puts (21.10) · Stan Pijnenburg (20.74) · Kenzo Simons (20.59) · Thom de Boer (20.46)                                                                                    | 1:22.89     | Itália · Alessandro Miressi (21.20) · Thomas Ceccon (20.82) · Lorenzo Zazzeri (20.24) · Marco Orsi (20.66)                                                                                            | 1:22.92  | Rússia · Vladimir Morozov (21.22) · Vladislav Grinev (20.69) · Evgeny Rylov (20.99) · Kliment Kolesnikov (20.45) | 1:23.35  |
| 4x50 m Medley   | Itália · Michele Lamberti (22.62) · Nicolo Martinenghi (25.14) · Marco Orsi (22.17) · Lorenzo Zazzeri (20.21) · Lorenzo Mora [a] · Federico Poggio [a] · Thomas Ceccon [a] · Leonardo Deplano | 1:30.14     | Rússia · Kliment Kolesnikov (22.58) · Oleg Kostin (25.51) · Vladimir Morozov (22.18) · Vladislav Grinev (20.52) · Pavel Samusenko [a] · Danil Semyaninov [a] · Daniil Markov [a] · Sergey Fesikov [a] | 1:30.79  | Países Baixos · Stan Pijnenburg (23.80) · Arno Kamminga (25.48) · Jesse Puts (22.56) · Thom de Boer (20.32)      | 1:32.16  |

a  Nadadores que participaram apenas das baterias e receberam medalhas.

### Feminino
| Evento          | Ouro | Ouro        | Prata | Prata    | Bronze | Bronze          |
| 50 m Livre      | Sarah Sjöström · Suécia                                                                                           | 23.12       | Katarzyna Wasick · Polónia                                                                                      | 23.49    | Maria Kameneva · Rússia                                                                                                | 23.72           |
| 100 m Livre     | Sarah Sjöström · Suécia                                                                                           | 51.26       | Katarzyna Wasick · Polónia                                                                                      | 51.58    | Marrit Steenbergen · Países Baixos                                                                                     | 51.92           |
| 200 m Livre     | Marrit Steenbergen · Países Baixos                                                                                | 1:52.75     | Barbora Seemanova · Chéquia                                                                                     | 1:53.58  | Katja Fain · Eslovênia                                                                                                 | 1:53.88         |
| 400 m Livre     | Anastasiya Kirpichnikova · Rússia                                                                                 | 3:59.18     | Anna Egorova · Rússia                                                                                           | 4:00.52  | Isabel Marie Gose · Alemanha                                                                                           | 4:01.37         |
| 800 m Livre     | Anastasiya Kirpichnikova · Rússia                                                                                 | 8:04.65     | Simona Quadarella · Itália                                                                                      | 8:10.54  | Isabel Marie Gose · Alemanha                                                                                           | 8:10.60         |
| 1500 m Livre    | Anastasiya Kirpichnikova · Rússia                                                                                 | 15:18.30    | Simona Quadarella · Itália                                                                                      | 15:34.16 | Martina Caramignoli · Itália                                                                                           | 15:37.33        |
| 50 m Costas     | Kira Toussaint · Países Baixos                                                                                    | 25.79       | Analia Pigrée · França                                                                                          | 26.08    | Maaike de Waard · Países Baixos                                                                                        | 26.11           |
| 100 m Costas    | Kira Toussaint · Países Baixos                                                                                    | 55.76       | Maaike de Waard · Países Baixos                                                                                 | 55.86    | Analia Pigrée · França                                                                                                 | 56.40           |
| 200 m Costas    | Kira Toussaint · Países Baixos                                                                                    | 2:01.26     | Margherita Panziera · Itália                                                                                    | 2:02.05  | Lena Grabowski · Áustria                                                                                               | 2:04.74         |
| 50 m Peito      | Arianna Castiglioni · Itália                                                                                      | 29.66       | Benedetta Pilato · Itália                                                                                       | 29.75    | Nika Godun · Rússia | 29.80           |
| 100 m Peito     | Martina Carraro · Itália                                                                                          | 1:04.01     | Evgeniia Chikunova · RússiaEneli Jefimova · Estónia                                                             | 1:04.25  | Nenhum premiado | Nenhum premiado |
| 200 m Peito     | Evgeniia Chikunova · Rússia                                                                                       | 2:16.88 WJR | Maria Temnikova · Rússia                                                                                        | 2:18.45  | Francesca Fangio · Itália                                                                                              | 2:19.69         |
| 50 m Borboleta  | Sarah Sjöström · Suécia                                                                                           | 24.50       | Maaike de Waard · Países Baixos                                                                                 | 24.97    | Silvia Di Pietro · ItáliaAnna Ntountounaki · Grécia                                                                    | 25.09           |
| 100 m Borboleta | Sarah Sjöström · Suécia                                                                                           | 55.84       | Anna Ntountounaki · GréciaAnastasiya Shkurdai · Bielorrússia                                                    | 56.35    | Nenhum premiado | Nenhum premiado |
| 200 m Borboleta | Svetlana Chimrova · Rússia                                                                                        | 2:04.97     | Helena Rosendahl Bach · Dinamarca                                                                               | 2:05.02  | Ilaria Bianchi · Itália                                                                                                | 2:05.43         |
| 100 m Medley    | Alicja Tchórz · Polónia                                                                                           | 57.82       | Maria Kameneva · Rússia                                                                                         | 57.83    | Sarah Sjöström · Suécia                                                                                                | 58.05           |
| 200 m Medley    | Anastasia Gorbenko · Israel                                                                                       | 2:05.17     | Maria Ugolkova · Suíça                                                                                          | 2:06.41  | Viktoriya Zeynep Güneş · Turquia                                                                                       | 2:07.67         |
| 400 m Medley    | Viktoriya Zeynep Güneş · Turquia                                                                                  | 4:30.45     | Anja Crevar · SérviaSara Franceschi · Itália                                                                    | 4:30.47  | Nenhum premiado | Nenhum premiado |
| 4x50 m Livre    | Rússia · Rozaliya Nasretdinova (24.18) · Arina Surkova (23.41) · Maria Kameneva (23.70) · Daria Klepikova (23.63) | 1:34.92     | Países Baixos · Kim Busch (24.18) · Maaike de Waard (23.71) · Kira Toussaint (23.92) · Valerie van Roon (23.66) | 1:35.47  | Polónia · Katarzyna Wasick (23.40) · Kornelia Fiedkiewicz (24.20) · Dominika Sztandera (24.87) · Alicja Tchorz (23.47) | 1:35.94         |
| 4x50 m Medley   | Rússia · Maria Kameneva (26.42) · Nika Godun (29.47) · Arina Surkova (24.49) · Daria Klepikova (23.81)            | 1:44.19     | Suécia · Hanna Rosvall (26.57) · Emelie Fast (29.96) · Sara Junevik (24.85) · Sarah Sjöström (22.94)            | 1:44.32  | Itália · Silvia Scalia (26.59) · Arianna Castiglioni (29.36) · Elena Di Liddo (24.97) · Silvia Di Pietro (23.54)       | 1:44.46         |

### Misto
| Evento        | Ouro | Ouro    | Prata | Prata   | Bronze | Bronze  |
| 4x50 m Livre  | Países Baixos · Jesse Puts (21.06) · Thom de Boer (20.55) · Maaike de Waard (23.46) · Kim Busch (23.86) · Kenzo Simons [b] · Stan Pijnenburg [b] · Tamara van Vliet [b] · Valerie van Roon [b] | 1:28.93 | Itália · Alessandro Miressi (21.33) · Lorenzo Zazzeri (20.59) · Silvia Di Pietro (23.48) · Costanza Cocconcelli (24.00) · Leonardo Deplano [b] · Filippo Megli [b] · Chiara Tarantino [b]                          | 1:29.40 | Polónia · Paweł Juraszek (21.33) · Jakub Majerski (21.03) · Alicja Tchórz (24.01) · Katarzyna Wasick (23.09)                                                                                                 | 1:29.46 |
| 4x50 m Medley | Países Baixos · Kira Toussaint (25.99) · Arno Kamminga (25.54) · Maaike de Waard (24.50) · Thom de Boer (20.15) · Kim Busch [b] · Jesse Puts [b]                                               | 1:36.18 | Itália · Michele Lamberti (22.72) · Nicolò Martinenghi (25.13) · Elena Di Liddo (25.09) · Silvia Di Pietro (23.45) · Matteo Rivolta [b] · Alessandro Pinzuti [b] · Costanza Cocconcelli [b] · Chiara Tarantino [b] | 1:36.39 | Rússia · Kliment Kolesnikov (22.47) · Oleg Kostin (25.58) · Arina Surkova (24.88) · Maria Kameneva (23.49) · Pavel Samusenko [b] · Kirill Strelnikov [b] · Svetlana Chimrova [b] · Rozaliya Nasretdinova [b] | 1:36.42 |

b  Nadadores que participaram apenas das baterias e receberam medalhas.

## Quadro de medalhas
O quadro de medalhas foi publicado. 
| Ordem | País          | Medalha de ouro | Medalha de prata | Medalha de bronze | Total |
| ----- | ------------- | --------------- | ---------------- | ----------------- | ----- |
| 1     | Rússia        | 11              | 5                | 8                 | 24    |
| 2     | Países Baixos | 8               | 5                | 5                 | 18    |
| 3     | Itália        | 7               | 18               | 10                | 35    |
| 4     | Suécia        | 4               | 1                | 1                 | 6     |
| 5     | Hungria       | 3               | 1                | 1                 | 5     |
| 6     | Polónia       | 2               | 2                | 4                 | 8     |
| 7     | Bielorrússia  | 2               | 2                | 0                 | 4     |
| 8     | Grécia        | 1               | 2                | 2                 | 5     |
| 9     | Alemanha      | 1               | 1                | 4                 | 6     |
| 10    | Roménia       | 1               | 1                | 1                 | 3     |
| 10    | Turquia       | 1               | 1                | 1                 | 3     |
| 12    | Israel        | 1               | 0                | 0                 | 1     |
| 13    | França        | 0               | 1                | 1                 | 2     |
| 14    | Chéquia       | 0               | 1                | 0                 | 1     |
| 14    | Dinamarca     | 0               | 1                | 0                 | 1     |
| 14    | Estónia       | 0               | 1                | 0                 | 1     |
| 14    | Sérvia        | 0               | 1                | 0                 | 1     |
| 14    | Suíça         | 0               | 1                | 0                 | 1     |
| 19    | Áustria       | 0               | 0                | 2                 | 2     |
| 20    | Eslovênia     | 0               | 0                | 1                 | 1     |
| Total | Total         | 42              | 45               | 41                | 128   |

## Quadro de troféus
O quadro de troféus foi publicado. 
| Posição | Nacionalidade | Pontos |
| ------- | ------------- | ------ |
| 1       | Itália        | 1073   |
| 2       | Rússia        | 1051   |
| 3       | Países Baixos | 580    |
| 4       | Suécia        | 365    |
| 5       | Polónia       | 328    |
| 6       | Turquia       | 301    |
| 7       | Hungria       | 296    |
| 8       | Áustria       | 272    |
| 9       | Alemanha      | 233    |
| 10      | Chéquia       | 192    |

| Posição | Nacionalidade | Pontos |
| ------- | ------------- | ------ |
| 11      | Noruega       | 179    |
| 12      | Finlândia     | 163    |
| 13      | Dinamarca     | 154    |
| 14      | Bielorrússia  | 149    |
| 15      | França        | 137    |
| 16      | Grécia        | 135    |
| 17      | Espanha       | 134    |
| 18      | Israel        | 119    |
| 19      | Roménia       | 81     |
| 20      | Suíça         | 69     |

## Participantes
Um total de 391 atletas de 41 nacionalidades participou do evento. 
| - Albânia (6) - Andorra (3) - Armênia (7) - Áustria (12) - Bélgica (4) - Bielorrússia (6) - Bósnia e Herzegovina (4) - Bulgária (1) - Croácia (2) - Dinamarca (7) - Estónia (5) | - Finlândia (10) - França (11) - Geórgia (4) - Alemanha (16) - Grécia (6) - Irlanda (3) - Islândia (3) - Israel (11) - Itália (40) - Letônia (5) | - Liechtenstein (1) - Lituânia (4) - Luxemburgo (3) - Malta (3) - Montenegro (4) - Noruega (11) - Países Baixos (20) - Polónia (16) - Portugal (3) - Chéquia (11) | - Roménia (4) - Rússia (63) - Sérvia (3) - Eslováquia (10) - Eslovênia (7) - Espanha (11) - Suécia (15) - Suíça (4) - Turquia (19) - Hungria (13) |

Legenda
| Recorde mundial       | Recorde mundial (World record)               |                       | Recorde africano                      | Recorde africano (African) |                                           | Q | Classificado por posição (Qualified) |
| Recorde do campeonato | Recorde do campeonato (Championship record)  | Recorde da América    | Recorde da América (Americas)         | q                          | Classificado por melhor tempo (Qualified) |   |                                      |
| Melhor marca do ano   | Melhor marca do ano (World leading)          | Recorde asiático      | Recorde asiático (Asian)              | DNS                        | Não largou (Did not start)                |   |                                      |
| Recorde nacional      | Recorde nacional (National record)           | Recorde europeu       | Recorde europeu (European)            | DNF                        | Não terminou (Did not finish)             |   |                                      |
| Recorde pessoal       | Recorde pessoal do atleta (Personal best)    | Recorde da Oceania    | Recorde da Oceania (Oceania)          | DSQ / DQ                   | Desclassificado (Disqualified)            |   |                                      |
| Recorde da temporada  | Recorde da temporada do atleta (Season best) | Recorde sul-americano | Recorde sul-americano (South America) | NM                         | Sem marca (No mark)                       |   |                                      |